# 沃尔特斯豪森
沃尔特斯豪森是德国下萨克森州的一个市镇。总面积16.38平方公里，总人口849人，其中男性435人，女性414人（2011年12月31日），人口密度52人/平方公里。